# نقص العدلات الخلقي الشديد
نقص العدلات الخلقي الشديد «إس سي إن» (بالإنجليزية: Severe congenital neutropenia)‏، المعروف أيضًا بمتلازمة أو مرض كوستمان، هو مجموعة من الاضطرابات النادرة تؤثر في التكوّن النخاعي مسببةً شكلًا خلقيًا من نقص العدلات دون أن تترافق بتشوهات جسدية أخرى عادةً. يتظاهر إس سي إن في مرحلة الطفولة بعدوى جرثومية مهددة للحياة.
تستجيب معظم الحالات للعلاج بعامل تحفيز مستعمرات الخلايا المحببة (فيلغراستيم) الذي يزيد من تعداد العدلات وينقص تكرار العدوى وشدتها، ورغم أنَّ هذا العلاج حسّن كثيرًا من معدل البقيا، ما زال الأشخاص المصابون بإس سي إن عرضةً لحدوث مضاعفات طويلة المدى مثل اضطرابات النسيلة المكوّنة للدم (متلازمة خلل التنسج النخاعي واللوكيميا النخاعية الحادة).
وُصفت أول مجموعة فرعية من هذا الاضطراب سريريًا عام 1965، وأُطلق عليها داء كوستمان «إس سي إن 3». ينتقل المرض في هذه المجموعة بوراثة جسمية متنحية، بينما تورث المجموعة الفرعية الأشيع «إس سي إن 1» وفق نمط وراثي جسمي مسيطر.

## تظاهرات المرض
يعاني الرضع المصابون بإس سي إن من عدوى متكررة، إذ يصاب 50% منهم بعدوى شديدة خلال الشهر الأول من الحياة، ويتبعهم معظم الآخرين بحلول الشهر السادس. العامل المسبب غالبًا جرثومي، خاصةً المكورات العنقودية، وتشمل الأعراض عادةً خراجات في الجلد والأعضاء الداخلية وذات رئة والتهاب خشاء وتعفن الدم، وتعتبر جميعها مهددةً للحياة عند الأطفال.

## الوراثة
يُورث داء كوستمان «إس سي إن 3» بنمط جسمي متنحٍ، ولكن تورث أشيع مجموعة فرعية منه «إس سي إن 1» بنمط جسمي سائد.
لم تُعرف الطفرة المسببة لنسبة كبيرة من الحالات. تشمل المجموعات المعروفة من متلازمة كوستمان:
- إس سي إن 1: أشيع أشكال الاضطراب، إذ يمثل 60-80% من إس سي إن، ويُعد أول شكل منمط جينيًا.[2] ينشأ نتيجة طفرة جسمية سائدة في مورثة ELANE (المعروفة سابقًا باسم ELA2) على الكروموسوم 19P13.3 الذي يُرمّز إنزيم الإيلاستاز في العدلات.[6] وُجدت أكثر من 100 طفرة في مورثة ELANE في اضطراب إس سي إن 1.[7] تطفر هذه المورثة نفسها في اضطراب قلة العدلات الدورية.[7]
- إس سي إن 2: يحدث نتيجة طفرة جسمية متنحية متغايرة اللواقح في مورثة GFI1 الواقعة على الصبغي 1P22.[8] تعدّ هذه المورثة مسؤولةً عن كبح العديد من عمليات النسخ منها نسخ مورثة ELANE[2][8] والحمض الريبوزي النووي الميكروي من نمطي 21 و196b المؤثرين على التكوّن النخاعي.[2]
- إس سي إن 3 : يمثل هذا النمط التقليدي شكلًا موروثًا بصفة متنحية من داء كوستمان، وينتج عن طفرات متماثلة اللواقح في مورثة HAX1 الواقعة على الصبغي 1p22.1. يعاني ثلث الأفراد المصابين بهذا الشكل من تغيرات عصبية تتضمن حدوث النوبات أو إعاقة التعلم أو تأخر التطور.[2]
- إس سي إن 4: يحدث نتيجة طفرة جسمية متنحية في مورثة G6PC3 الواقعة على الصبغي 17P21. يترافق إس سي إن 4 مع شذوذات بنيوية في القلب وتضخم في الكبد وقلة صفيحات متقطعة وبروز النمط السطحي للأوردة، ويحدث فرط ضغط الدم الرئوي البدئي والقصور التنفسي في هذه المجموعة الفرعية.[9]
- إس سي إن 5: ينشأ من طفرة Thr224Asn الجسمية المتنحية في المورثة VPS45 الواقعة على الصبغي 1P21.2،[10] وعلى عكس داء كوستمان التقليدي يترافق هذا النمط مع عيوب في تجمع الصفيحات (وهن صفيحات) وتليف نقوي.[11] هذا النمط مقاوم للعلاج بعامل تحفيز مستعمرات الخلايا المحببة. تغيب الجسيمات الحالة في الأرومات الليفية وتنضب حبيبات ألفا في الصفيحات، ويتسرع الموات الخلوي للعدلات وخلايا نقي العظم.
- الداء المرتبط بالصبغي إكس: يحدث بسبب طفرة في مورثة WASP على الصبغي XP11.[12]

قد ينشأ إس سي إن من طفرة SBDS أحيانًا.

### استخدام المصطلح
يغطي مصطلح نقص العدلات الخلقي الشديد «إس سي إن» جميع الأمراض المؤثرة بشكل واضح على التكوّن النخاعي. قد يُقصد بمتلازمة كوستمان الإشارة إلى داء كوستمان بالخاصة أو قد تدل على المعنى الشامل لمصطلح إس سي إن. تتشابه الأنماط الظاهرية للمجموعات الفرعية لهذه المتلازمة رغم نشوئها من شذوذات وراثية مختلفة. يعد داء كوستمان أحد أشكال نقص العدلات الخلقي الشديد وخاصةً نمطه الثالث، ويمثل حالةً نادرة تُورث بصفة جسمية متنحية يُكشف فيها نقص عدلات مزمن شديد باكرًا بعد الولادة. اكتشف الطبيب السويدي رولف كوستمان هذا الاضطراب عام 1956 في أسرة ممتدة تقطن في شمال السويد.
رغم وجود طفرات في 15 مورثة تسبب نقص عدلات خلقي شديد (بمعناه العام)، لا تعد جميع هذه الحالات تابعةً لاضطراب إس سي إن عادةً. يستبعد الاستخدام السريري للمصطلح فئتين رئيسيتين من نقص العدلات الخلقي، وتُستثنى الأمراض المؤثرة بوضوح على أجهزة متعددة في الجسم بدلًا من تأثيرها الأبرز على التكوّن النخاعي، وهكذا لا ينتمي نقص العدلات الشديد الذي يحدث في الأمراض الخلقية مثل متلازمة شواخمان-دايموند ومتلازمة بارث ومتلازمة شدياق-هيغاشي ومتلازمة «دبليو إتش آي إم» (ظهور ثآليل ونقص غاما غلوبيولين الدم ونقص المناعة واحتباس الخلايا النقوية في نقي العظم نمط) وداء اختزان الغليكوجين نمط Ib إلى متلازمة نقص العدلات الخلقي الشديد.
قد تُظهر مجموعة أخرى من الاضطرابات الموروثة المتنوعة نقصًا خلقيًا في العدلات، مثل متلازمة فرط الغلوبيولين المناعي إم ومتلازمة هيرمانسكي-بودلاك «إتش بّي إس» ومتلازمة غريسيلي «جي إس» وذات الرئة وعوز بروتين بّي 14 ومتلازمة كوهين ومرض شاركو-ماري-توث (سي إم تي)، لكنها تفتقر إلى الموجودات النموذجية لإس سي إن في نقي العظم، وقد تترافق مع ميزات إضافية مثل البرص الجزئي واعتلال الشبكية أو اعتلال الأعصاب المحيطية، ولا تميل للتحول إلى لوكيميا نخاعية حادة.

## عوز العامل الرابط جي إيه تي إيه 2
يُعرف عوز العامل الرابط جي إيه تي إيه 2 باجتماع عدة اضطرابات يسببها عيب جيني شائع يُحدث طفرات تعطيل عائليةً أو معزولةً في واحد أو اثنين من جينات جي إيه تي إيه الأبوية. تسبب الطفرات ذات الوراثة السائدة نقصًا (تعطل أحد النسخ الجينية مع نقص فعالية النسخة الأخرى) في المستويات الخلوية من المنتج الجيني البروتيني جي إيه تي إيه 2. يمثل هذا البروتين عاملًا ناسخًا مهمًا في التطور الجنيني وصيانة تكون الدم ومنحه فعاليته الوظيفية، إضافةً إلى التكون اللمفاوي وتطور الخلايا الجذعية المكونة للأنسجة الأخرى.
تسبب هذه الطفرات عوز المستويات الخلوية من هذا البروتين، ويصاب الأفراد مع الزمن بتظاهرات دموية ومناعية ولمفية قد تبدأ بشكل حميد ظاهريًا ثم تتطور غالبًا إلى اضطراب خطير. تشكو نسبة صغيرة لكن هامة من المصابين بعوز جي إيه تي إيه 2 من نقص العدلات الخلقي. يكون هذا النقص خفيفًا عادةً ويستمر لسنوات غالبًا، وبالتالي لا يمكن اعتباره مرادفًا لمتلازمة كوستمان. يترقى هذا الاضطراب مع الوقت غالبًا ليشمل قلة الصفيحات وزيادة التعرض للعدوى بسبب المفطورات غير النموذجية أو فيروس الورم الحليمي البشري على سبيل المثال، أو خلل وظيفة الأعضاء غير الدموية أو متلازمة خلل التنسج النخاعي و/أو ابيضاض الدم وعلى وجه الخصوص اللوكيميا النخاعية الحادة.

## الفسيولوجيا المرضية
تُعد الطفرات المتنوعة مسؤولةً عن البدء غير الملائم للموات الخلوي للخلايا النخاعية، وهذا يحدث عادةً في مرحلة السليفة النقوية ما يقود إلى تخربها قبل نضجها أوتثبيط النضج في نخاع العظم. يقود العجز عن إنتاج العدلات إلى نقص تعدادها الكلي وزيادة تالية في التعرض للعدوى. قد يكون هناك تبدلات جزيئية وجينية كامنة تسبب طفرات في تسلسل الدنا وعدم استقرار جيني تساهم بدورها في بدء المرض وتطوره.[بحاجة لمصدر]

## التشخيص
يعد استمرار انخفاض التعداد المطلق للعدلات إلى مستويات أقل من 500 كرية/مم3 (وعادةً أقل من 200 كرية/ مم3) العلامة الأساسية لداء كوستمان. تشمل عناصر التشخيص الأخرى شدة نقص العدلات وزمن حدوث المرض (إذ يظهر منذ الولادة وليس لاحقًا) وعلامات طبيعية أخرى (خضاب الدم والصفيحات وصحة الجسم العامة). يمكن أن يحدث نقص العدلات المعزول عند الأطفال المصابين بعدوى فيروسية ونقص العدلات المناعي الذاتي الطفولي وتثبيط نقي العظم الدوائي أو السمي وضخامة الطحال والنقل المنفعل للغلوبيولين المناعي الأمومي جي عبر المشيمة.
يساعد فحص نخاع العظم في التشخيص. يُظهر النخاع عادةً سلائف خلايا محببةً في مرحلة باكرة، لكن يتوقف تطوّر التكوّن النخاعي في مرحلة السليفة النقوية و/أو الخلية النخاعية، وبالتالي تُشاهد القليل من الأشكال الناضجة. تبقى فترة حياة العدلات ضمن المجال الطبيعي.[بحاجة لمصدر]

## العلاج
ثبت سريريًا أنَّ الإعطاء المنتظم لعامل تحفيز مستعمرات الخلايا المحببة الخارجي (فيلغراستيم) يُحسن سريريًا من تعداد العدلات والوظيفة المناعية وهو أساس المعالجة، لكنه قد يزيد من خطر التليف النقوي واللوكيميا النخاعية الحادة على المدى الطويل. يستجيب أكثر من 90٪ من مرضى إس سي إن على العلاج بهذا العامل الذي حسّن من البقيا بشكل ملحوظ.